# 潜水艦X-1号
『潜水艦X-1号』（せんすいかんエックスいちごう、Submarine X-1）は1968年のイギリスの映画。第二次世界大戦時の1943年に起きた、イギリス海軍の潜水艦によるドイツ戦艦ティルピッツへの攻撃（ソース作戦）を描いた作品。監督はウィリアム・グレアム。出演はジェームズ・カーンなど。

## ストーリー
1943年、イギリスの潜水艦が、ドイツ軍の戦艦リンデンドルフに撃沈され、ボルトン少佐、ペニグトン、バーキスト、クエンティン、デイヴィスの5人が命からがら潜水艦が脱出する。
ボルトンは多くの乗組員を失った責任をデイヴィスから指摘されるもおとがめなしとなり、レッドメイン中将から新たな潜水艦X級潜水艦の乗組員の指導を任された。
これら小さいながらも3隻は大量の爆薬を積むことができるため、そこでの生活に慣れてもらうのと、防潜網を切断できるようにしたちと考えたボルトンは、彼らに厳しい訓練を始めた。訓練中にクエンティンがおぼれる騒ぎがきっかけで、ボルトンは部下たちから敵視されてしまう。
ある日、偵察機が基地の近くに出現したことで、訓練が当初の予定よりも繰り上げられ、中身もさらに厳しくなった。
その後、ドイツ軍のパラシュート兵6名が基地に侵入し、うち1人に潜水艦を見られた。6人全員殺すことで機密は保たれたものの、訓練のさらなる短縮は免れなかった。
ここにきて、レッドメインは初めてボルトンに訓練の目標があのリンデンドルフであることを明かす。
そして、3隻の小型潜水艦はリンデンドルフに接近するも、X-2が撃沈される。X-1も負傷して乗員が捕らえられる。そこへ、X-3が爆薬を発射し、リンデンドルフを撃破する。

## キャスト
| 役名             | 俳優                     | 日本語吹替                                     |
| 役名             | 俳優                     | NETテレビ版                                    |
| ---------------- | ------------------------ | ---------------------------------------------- |
| ボルトン少佐     | ジェームズ・カーン       | 外山高士                                       |
| デイビーズ大尉   | デヴィッド・サムナー     | 井上真樹夫                                     |
| レドメイン中将   | ルパート・デイヴィス     | 富田耕生                                       |
| ゴーガン大尉     | ウィリアム・ダイサート   | 仁内達之                                       |
| ペニングトン中尉 | ノーマン・ボウラー       | 岡部政明                                       |
| クエンチン       | ポール・ヤング           | 神谷明                                         |
| バーキスト       | ブライアン・グレリス     | 納谷六朗                                       |
| ウィリス中将     | ジョン・ケランド         | 平林尚三                                       |
| ノールス         | ケネス・ファーリングトン | 井口成人                                       |
| 中尉             | キース・アレクサンダー   | 石丸博也                                       |
| 不明 その他      |                          | 加藤正之 笹岡繁蔵 高島雅羅 城山知馨夫 塚田正昭 |
|                  |                          |                                                |
| 演出             |                          |                                                |
| 翻訳             | 翻訳                     | 鈴木導                                         |
| 効果             |                          |                                                |
| 調整             |                          |                                                |
| 制作             | 制作                     | 東北新社                                       |
| 解説             | 解説                     | 筈見有弘                                       |
| 初回放送         | 初回放送                 | 1975年9月13日 『土曜映画劇場』                 |

## スタッフ
- 監督：ウィリアム・グレアム
- 製作：ジョン・C・チャンピオン、テッド・ロイド
- 製作総指揮：アーヴィング・テマナー
- 原案：ジョン・C・チャンピオン、エドマンド・H・ノース
- 脚本：ドナルド・S・サンフォード、ガイ・エルムズ
- 撮影：ポール・ビーソン
- 音楽：ロン・グッドウィン